# 佐藤カズキ
佐藤 カズキ（さとう カズキ）は、宮城県出身の作曲家、編曲家、音楽プロデューサー。

## 主な提供作品
KAT-TUN
- 「僕らなら!」（編曲）

CARRY LOOSE(クリエイターチームT.S.I)
- 「人間」（作曲）

BiSH
シングル（編曲）
- 「Small Fish」
- 「DEADMAN」
- 「earth」
- 「MAIN STREET ELECTRICAL PARADE」
- 「Help!!」
- 「PAiNT it BLACK」
- 「NON TiE-UP」
- 「Small FiSH」
- 「二人なら」
- 「KiND PEOPLE」
- 「TOMORROW」

アルバム（編曲）
- 「DiSTANCE」
- 「MORE THAN LiKE」
- 「優しいPAiN」
- 「TOUMIN SHOJO」
- 「BUDOKANかもしくはTAMANEGI」
- 「GiANT KiLLERS」
- 「Marionette」
- 「社会のルール」
- 「DEADMAN」
- 「本当本気」
- 「KNAVE 」
- 「summetime」
- 「Throw away」
- 「JAM」
- 「パール」
- 「FOR HiM」
- 「TOMORROW」
- 「スーパーヒーローミュージック」
- 「ブチ抜け」
- 「I’m waiting for my dawn」
- 「Discommunication」
- マーティーフリードマン「Wasted Tears」
- セーラームーン トリビュートアルバム 「Moon Revenge」

BiS(第一期)
BiS(第二期)（編曲）
- 「Give me your love全部」
- 「IDOL」
- 「Happy Birthday」
- 「Not Special」
- 「Never Starting Song」
- 「NOT the END」
- 「ぎぶみあちょこれいと」
- 「ロミオの心臓」
- 「NAKODUB」
- 「I can’t say NO!!!!!!!」

BiS(第三期)（編曲）
- 「BiS3」
- 「this is not a love song」
- 「thousand crickets」

GANG PARADE
シングル
- 「FiX YOUR TEETH」（編曲）

アルバム
- 「don’t forget me not」（作曲/編曲）
- 「QUEEN OF POP」（編曲）
- 「テヲノバス」（作曲/編曲）
- 「イミナイウタ」（編曲）
- 「TIE」（編曲）
- 「Youthful Hero」（編曲）
- 「POISON」（編曲）

GO TO THE BEDS
シングル
- 「FiX YOUR TEETH」（編曲）
- 「現状間違いなくGO TO THE BEDS」（編曲）

アルバム
- 「ANSWER」（編曲）
- 「MISSING」（編曲）
- 「GROOVE」（編曲）

PARADISES
シングル
- 「PARADISES RETURN」（編曲）

EMPiRE
- 「FOR EXAMPLE??」（編曲）
- 「MAD LOVE」（編曲）
- 「デッドバディ」（編曲）
- 「talk about」（編曲）
- 「RiGHT NOW」（編曲）

PEDRO
シングル（編曲）
- 「自律神経出張中」
- 「NOSTALGIC NOSTRADAMUS」
- 「さよならだけが人生」
- 「生活革命」
- 「東京」

アルバム（編曲）
- 「自律神経出張中」
- 「NOSTALGIC NOSTRADAMUS」
- 「さよならだけが人生」

豆柴の大群
アルバム
- 「MOTiON」（編曲）

寺島拓也
- 「光の在処」（編曲）

星乃めあ
- 「星空のglitter」（編曲）

ザ・キング・オブ・ファイターズ
- 「Callin’」（編曲）

所さんの目がテン!
- 「恋の火曜日5時間目/遠いけど、ただいま」（作曲）

椎名ひかり（作曲/編曲）
- 「MAKAI NO OWARI」（作曲/編曲）
- 「ドゲザナイ~お前をひざまづかせてやろうか~ 」
- 「魔界女子☆恋モード」
- 「魔界心中」
- 「MITSU TO BATSU」

バンドじゃないもん!MAXX NAKAYOSHI
- 「WhiteYouth」（編曲）

ハート×ストリングス
- 「ノイジー☆ノスタルジー」（編曲）

DISH//
- 「SING-A-LONG feat.アイナ・ジ・エンド(BiSH)」（編曲）

touch my secret
- 「GET YOUR WORLD」（編曲）

monogatari
- 「もう一回君に好きと言えない」（編曲）

歌馬之介
- 「夢は何千回も逃げていく」（編曲）

宮本佳林
- 「若者ブランド」（作曲）